# Новий Кавдик
Новий Кавди́к (рос. Новый Кавдык) — присілок у складі Ялуторовського району Тюменської області, Росія.
Населення — 186 осіб (2010, 201 у 2002).
Національний склад станом на 2002 рік:
- росіяни — 93 %